# ブーンドックス (テレビアニメ)
ブーンドックス(The Boondocks)は、アーロン・マッグルーダーの同名コミック・ストリップをアニメ化した、アメリカ合衆国のテレビアニメである。2014年現在、第1シーズンと第2シーズンがネットフリックスにて配信されている。日本ではアニマックスで2007年2月19日から放送されていた。

## 概要
原作者であるマッグルーダーは、ターナー・ブロードキャスティング・システムのカートゥーンネットワーク内におけるアダルトスイムの中で放送されているこの作品の制作に携わっている。この作品は、10歳のヒューイと8歳のライリーの兄弟と彼らの祖父であるロバートのフリーマン一家の生活の中で起きる出来事を通して、アメリカ文化や人権問題に対する社会的風刺をしている。ソニー・ピクチャーズ・テレビジョンと関係のあるレベル・ベースがこのシリーズを制作し、現在4シーズンが放送された。
この作品は漫画版と同じ舞台・時間となっている。シカゴ南部から架空の平和な郊外地ウッドクレストに越してきたフリーマン一家は、様々な方法で今までの生活とは大幅に違う郊外の生活に慣れていく。
本編中ではアフリカン・アメリカン文化・ライフスタイル・人権問題を混ぜ合わせたもので笑いがとられている。
2005年11月6日にMA（15歳以上対象）指定の風刺作品として初回放送され、2006年3月19日に第15話をもって第1シーズンが放送終了した。第2シーズンは2007年8月8日に初回放送が開始された。なお、第2シーズンとして扱われている話のうち2話分は、DVDでのみ視聴可能である。シーズン3は2010年5月2日から8月15日まで放送され、2014年4月21日ンからはシーズン4の放送が開始された。
2014年、原作者であるマッグルーダーが第4シーズンおよび最終シーズンの制作に参加しないことが発表され、アダルトスイム側はスケジュールの都合が合わなかったためと説明している。
日本においては、CS放送局のアニマックスで第1シーズン・第2シーズンともに放映された。

### 起源
ブーンドックスは、マッグルーダーの母校であるメリーランド大学カレッジパーク校の学生新聞ザ・ダイアモンドバックに第1回が掲載され、後にザ・ソースという雑誌に移動した。この後、マッグルーダーはブーンドックスのシンジゲート化とアニメ化の両方ができるようにするための準備を始めた。1999年4月、ブーンドックスは新聞デビューを果たす。
それから、ブーンドックスのTVシリーズの制作が始まった。当初、マッグルーダーと映画プロデューサー兼監督であるレジナルド・ハドリンはFOX放送向けにパイロット版を制作・公開したが、全国ネットワーク向けに放送しにくいことがわかり、ハドリンは降板した。しかし契約上の理由から、ソニー・テレビジョンとマッグルーダーはハドリンをエグゼクティブプロデューサーとしてクレジットし続けている。
原作ではヒューイが主人公を務めていたが、TVシリーズはライリーとロバートに焦点が当てられており、ヒューイは各話でナレーションを担当するほか、劇中ではうまく利用されるまっすぐな人間という位置付けとなっている。また、原作ではヒューイの親友だったマイケル・シーザーは登場せず、自己嫌悪的でいつも黒人の悪口を言っては白人を賞賛するオールマイティな黒人アンクル・ラッカスが重点的に登場する。TVシリーズは原作の進行とはあまり連動していなかったが、原作の後半において、マッグルーダーはこの2つを結びつけた。ラッカスを原作に登場させ、原作版のライリーをTVシリーズのデザインにあわせるためにコーンロウヘアにした。
第1シーズン放送中、マッグルーダーは2006年3月から休載。11月になっても復帰してこないため、シンジゲートでもあるUniversal Press Syndicateは打ち切りを宣言した。
英語版オープニングテーマを歌うのは、ヒップホップアーティストのアシェル。なお、第2シーズンでは多少のリミックスがなされている。

## 登場人物
ヒューイ・フリーマン
声：木内レイコ / 英：レジーナ・キング
一部の例外を除き、各話でナレーターを務める。知的な10歳児で、劇中の‘理性の声’として、またアフロセントリズム(en:Afrocentrism)の代弁者として位置付けられている。しかし、信条の異なる弟ライリーや祖父ロバートから脅迫的な言辞を投げかけられたり、嘲弄されたりすることがしばしばある。
ライリー・フリーマン
声：根本圭子 / 英：レジーナ・キング
ヒューイの実弟にしてトラブルメーカーである、8歳児。ギャングスタ・ラップにひどく影響を受けており、間違った黒人青年の一般的な例である。本編の大半は彼の身に降りかかる災難であり、その多くはギャングスタ・ラップへの愛やメディアに出てくるほかのストリート・アイコンをまねたいという欲望、そして祖父をも巻き込む荒っぽい数々の悪巧みからくるものである。
ロバート・フリーマン
声：藤本譲 / 英：ジョン・ウィザースプーン
ヒューイとライリーの祖父でもあり、後見人でもある。じいちゃんと呼ばれている。孫を愛してはいるが、2人によって引き起こされるたくらみや災難、皮肉が過ぎた発言などを受けて、時々腹を立てることもある。ロバート自身も羽目を外すことがないというわけではなく、女性が好きだが、そういうものに関してはいつも手に余る結果を引き起こす。孫たちへの躾は非常に厳しく、ベルトを鞭にして体罰を加えたりしている。
トーマス・ランカスター・デュボイス：通称トム・デュボア
声：安井邦彦 / 英：セドリック・ヤーブロー
フリーマン家の向かいに住む裕福なアフリカ系の検事補。彼の人格は成功した白人のホワイトカラーのステレオタイプとも受け取れる。トムは物怖じする人物で、すぐに怖がる。刑務所の中でアナルレイプ（肛門強姦）をされることを恐れているがあまり、法律に固執していることが、"A Date With The Health Inspector"におけるヒューイのナレーションによって示されている。また、10歳の頃テレビで見た刑務所が舞台となる映画に恐怖を覚えるという回想シーンがあり、そのせいでちょっとした法律違反でさえをも嫌い、"But what if we get caught? We'll get arrested and anally raped!"という発言もある。検察官としてのトムは皮肉なことに他の黒人男性をトム自身が最も恐れているところへ連れ込む行為をしている、とヒューイは考えている。
黒人の遺産に背を向け、白人女性（サラ）と結ばれて混血児（ジャズミン）をもうけ、検察官としてしばしば黒人を有罪にする、といった行動から、トムをその名の通りアンクル・トムのような白人寄りの人物と見ることもできる。しかし、姓のデュボイスは公民権運動の指導者W・E・B・デュボイスにちなんで名付けられたものとみられ、劇中におけるトムの立場は矛盾をはらんだものとなっている。たとえば、ある回で近所の自警団がフリーマン家の警察に対する非協力的姿勢を見咎め、彼らが近隣で頻発していた押し込み強盗の犯人だと決め付けたときも、トムはこれを見過ごさず、馬鹿げた言いがかりだとして自警団に立ち向かった。"The Trial of R. Kelly"という話の中では、R・ケリーを告訴する検察官だったが、ヒューイもトムも失望する結果となった。
大学生の頃のトムはバスケットをしていた。また、トムは歌手になってCDを出して成功するという夢を持っているが、歌の才能がないことが悩みの種となっている。
スティンクミーナーが黄泉からよみがえった際、不意にもそのスティンクミーナーに憑かれてしまうが、多少の暴力もあってかトムからスティンクミーナーは出ていく。
サラ・デュボイス
声： / 英：ジル・ティレイ
トムの妻。異人種間結婚に関しては信じられないほど気にもとめておらず、"The Trial of R. Kelly"でトムが白人との結婚を理由に愚弄され、攻撃された際も、「ああいった白人女性とバカ騒ぎしないでって言ったでしょ」とジョークを交わすほどである。サラと娘のジャズミンはアッシャーにかぶれており、トムはそのことについてやきもちを焼いている。
ジャズミン・デュボイス
声：菊地ゆうみ / 英：ギャビー・ソレイユ
トムとサラの娘。初登場は、"The Trial of R. Kelly"。
やや純粋だが妄想癖がひどく、ヒューイやライリーに冷やかされている。歯の妖精が実在しなかったことと、9.11でショックを受けた（原作では後者のショックで2年間部屋に引きこもってしまった）。
ジャズミンは、サンタクロースの存在を強く信じている。イエス・キリストではなくサンタクロースがクリスマスの真の目的だと考えており、大勢の人々にサンタクロースの福音を伝えることを夢想している。また、ヒューイに片思いしているが、ヒューイは彼女に対して冷たく接している。
アンクル・ラッカス
声：岩崎ひろし / 英：ゲイリー・アンソニー・ウィリアムズ
古き黒人奴隷文化を偶像化したと思われるほど醜い姿をした肥満の黒人男性。彼は自己嫌悪に陥っており、できるだけ自分が黒人であることを否定し、自分が受け継いでいるであろうネイティブアメリカンやフランス人、アイルランド人をあがめている。暮らし向きがよくなるであろうから黒人は奴隷のままでよかったと信じている。
逆尋常性白斑と呼ばれる奇病（ラッカスはいつも「マイケル・ジャクソンという幸せ者のいやな奴がかかったのと反対の病気だ」といっている）を患っていると主張している。
ラッカスの黒人に対する憎しみというのは相当なもので、"The Garden Party"という回ではパーティーにやってきたフリーマン一家を見て「入口に“コード・ブラック”がいます!」といきなり叫ぶ。また、この話の中でラッカスは"Don't Trust Them New Niggas Over There"という歌を即興で歌う。本編中の登場人物の中で彼は最も肌が黒く、性格は自己嫌悪に陥っている黒人男性の大げさなパロディである。しかし、ラッカスが黒人文化を憎めば憎むほど、フリーマン一家と共に社会でやっていけるようになっていく。
"…Or Die Trying"という話ではラッカスはヒューイの戦力と同等もしくはそれ以上の技術で、ヌンチャクを操り接近戦をこなした。
また、ブラック・エンターテインメント・テレビジョンを揶揄する内容で放送できなかったエピソードでは、自分をタイトルにしたリアリティ番組の登場人物になっており、本当は自分がまぎれもない黒人であることを知って、慄然とすることになった（ラッカスを題材にしたリアリティ番組において彼は102%のアフリカ系アメリカ人となっている。なお、2%の数字は誤差である）。
エド・ワンクラー
英：エドワード・アズナー
肥満で金持ちの不動産業者。ウッドクレストの町を作り上げ、100年以上もこの地区で暮らしてきた一族の出身である。"The Block is Hot"で安い労働力を不当に利用できる自由を喜び、高い税金に文句を言うところは、富豪の原型を誇張した行為といってもよい。資本家であるワンクラーは、ロバートの家に担保のついたローンをつけており、ウッドクレスト中の家全てがそうである。どういうわけか、ウッドクレストの警察も彼が掌握しているが、ばかばかしいほど頓珍漢な孫息子エド・ワンクラー3世には手を焼いている。ワンクラー本人は「マックワンクラーズ」というファーストフードショップのフランチャイズ展開を行っており、そのマスコットキャラクターの声はワンクラーを担当する声優の声と似ている。不法入国したメキシコ人しか自分の店に雇わなかったり、ロバートを「解放奴隷ロバート（"Robert Free-man"）」と解釈したりと、人種差別主義者と思われるような行為をしている。ただし、彼の人種差別主義は攻撃的なまでに他の人種を憎んでいるからというよりもむしろ、ただ単に尋常ならざるほど貪欲であるところからきている。
ワンクラーはロバートを"Old school"とみなして、彼に漠然とした好意を抱いている。"The Itis"という回においてはロバートがソウルフードのレストランを開くための資金を与えることさえした。しかし、これも周辺の不動産価値を下げて近くの公園を買い上げ、そこを開発しようという策略だった。
また、工場も経営しているが、"The Block is Hot"でヒューイがワンクラーの無慈悲な行為を暴いたことによってそこで12歳のインドネシア人少女をこき使っていたことを認める羽目になった。
彼の姓はDr.スースの『ザ・ローラックス』に出てくる、顔が描かれない経営者Once-lerからきている。『ザ・ローラックス』においてOnce-lerは、しつこいまでの貪欲さを体現した人物として風刺的に描かれる。エド・ワンクラー自身Once-lerと身体的に似ているし、Once-lerとワンクラーの苗字の発音も同じである。
エド・ワンクラー3世
声：藤原啓治 / 英：チャーリー・マーフィー
エド・ワンクラー1世の孫。イラクでの兵役から除隊されたばかりの元軍人にして、飲んだくれで好戦的な変質者。
"The Garden Party"という回において、軍務中に恐怖のあまり何度も何度もパンツの上に排便してしまったために一緒に哨戒に行くのを断られたというエピソードが語られた。また、回の後半部において「この子は30年後にはアメリカ合衆国の大統領になるであろうに、そうなってもバカなままだろう!」と彼の祖父が嘆いた。
エドとその友人のジン・ラミーはしばしば見当違いでこっけいなくらい間の抜けた犯罪をしでかすが、何も言われずに済んでいる。これは、祖父が町中の人々や警察に圧力をかけているだけでなく、米軍の一員としての英雄的なパブリック・イメージが彼にまとわりついているからである。例えば、ワンクラー3世とジン・ラミーの2人が銀行強盗に失敗しても捕まらなかったり、「テロリストの子」が経営するコンビニエンスストアを襲ったら英雄視されたり、オプラ・ウィンフリーを誘拐しようとしたら間違えてマヤ・アンジェロウやビル・コスビーを誘拐してしまったりといったことである。その一方で、ジン・ラミーは自分たちが逃げおおせているのは自分が主な計画者だからだとしばしば主張している。
エドはWの形をした派手なメダルをぶら下げている。なお、ワンクラー3世の決め台詞は "The fuck y'all looking at?"。
ジン・ラミー
声： / 英：サミュエル・L・ジャクソン
元軍人にして、エド・ワンクラー3世の親友。ジン・ラミーというネーミングはトランプゲームの一種であるジン・ラミーにちなんだものである。苗字の「ラミー」は、側近をよくニックネームで呼ぶジョージ・ウォーカー・ブッシュアメリカ合衆国大統領が、ドナルド・ラムズフェルドを呼ぶ際に用いている名前と同じである。この点や、容姿から見ても、この人物は明らかにラムズフェルドのパロディを狙ったものであり、ラムズフェルドの発言をよく引用している。話し方はサミュエル・L・ジャクソンがかつて演じた『パルプ・フィクション』のジュールズからのパロディである。
エド・ワンクラー3世よりは知能が高いと思われるが、殺人好きという点は一緒である。彼はしばしば「必然性の不在は、不在が必然であることとは違う」（ブッシュとラムズフェルドが、サダム・フセインがイラクに大量破壊兵器を隠しているとした理由のパロディ）と決め付けたり、「知らないことすら知らないこと」のためには計画を立てることができないと主張し、よく自分の立てた杜撰な犯罪計画を正当化しようとしている。ジン・ラミーは自身を愛国者とみなし、必要なときはどんな手段を使ってでも「正義からの逃亡」ができるとしている。初登場は"A Date With The Health Inspector"。多くの回において黒いキャデラック・エスカレードを運転している。
スティンクミーナー
声： / 英：セドリック・ヤーブロー
盲目の老人で、ヒューイはあらゆることに無感動な意地悪な爺さんだとしている。ロバートとの決闘で死亡。その後悪魔との契約で黄泉からよみがえり、トムに憑依するが、ヒューイたちによって追い出される。
シンディ
声： / 英：タラ・ストロング、フランセスカ・スミス
白人の少女。
クリスタル
声：豊口めぐみ / 英：
ロバートをたぶらかした売春婦。金髪の白人。ハイヒールで走るのがうまい。
ア・ピンプ・ネームド・スリックバック
声：矢部雅史 / 英：カット・ウィリアムズ 
ポン引きの黒人男性。紫色のスーツを着ており、クリスタルがロバートと一緒にいるところへ彼が来たとき、クリスタルはテーブルの下へ隠れた。クリスタルからはパパと呼ばれている。なお、この呼び名は自分でつけたものであり、スリックバックだけで呼ばれると、ア・トライブ・コールド・クエストのように、ア・ピンプ・ネームドもつけろと言ってくる。
ギャングスタリシャス
声：中井和哉 / 英：モス・デフ
ライリーが好きなラッパーの一人。本名はフレドリック。
ティーナ・マリー
声：原島梢
ホワイト・シャドウ
声：てらそままさき / 英：ジョン・C・マッギンリー
ヒューイの想像の中に出てくるシークレットエージェント。
スヌープ
声：加藤寛規
サグニフィセント
声: / 英：カール・ジョーンズ
ライリーのあこがれである、かつて有名だったラッパー。アフロヘアと大口叩きっぷりが特徴。
本名Otis Jenkins。
フロノミナル
声： / 英：バスタ・ライムス
サグニフィセントのLethal Interjectionのメンバーであるラッパー。本名はDerrick Cornish。
ブッチ・マグナス
声: / 英：ダリル・サバラ
物を盗むのが好きないじめ少年。ライリーと対決を繰り広げ、ライリーだけが戦いに敗北。フロノミナルは対決を試みるが、反撃を受けてチェーンを与えて歩き去る。
ラミルトン・テイショーン
声: / 英：ボブ・J・トンプソン
悪いことをする悪い子。ライリーの友達。祖母の言うことを聞かず、人を殴ったり、押したり、壊しながら引っ張ったりして人を傷つけ、タバコを吸う。ラタリアン・ミルトンがモデル。

## アニメーション
原作同様、本編はマッグルーダーのアニメ好きから影響を受けている。アクションシーンは『カウボーイ・ビバップ』や『サムライチャンプルー』などから影響を受けている。第2シーズンにおいては、日本のアニメスタジオであるマッドハウスに少し協力してもらっている。ただし、クレジット上にマッドハウスの文字はなく、代わりにマッドハウスの製作下請けをしたことのあった韓国の企業MOIアニメーションの名前があるだけである。かくして、第2シーズンはキャラクターのデザインのほとんどにおいて小さな変更をしたことで、より細やかな作品にはなったが、リップシンクはそのままである。
なお、放送コードに引っ掛かる言葉や表現には、音声編集を行いピー音を入れ、一部にモザイク処理が入る。

## サブタイトル

### 第1シーズン
| 話数 | サブタイトル                     | 原題                               | 脚本                                        | 演出             | 放送日 (日)    | 制作コード           | 備考                                              | ゲスト                                                              |
| ---- | -------------------------------- | ---------------------------------- | ------------------------------------------- | ---------------- | -------------- | -------------------- | ------------------------------------------------- | ------------------------------------------------------------------- |
| 1    | ウェルカム・トゥ・ブーンドックス | "The Garden Party"                 | アーロン・マッグルーダー&ロドニー・バーンズ | アンソニー・ベル | 2007年2月19日  | 103                  |                                                   |                                                                     |
| 2    | R・ケリーの裁判                  | "The Trial of R. Kelly"            | アーロン・マッグルーダー&ロドニー・バーンズ | アンソニー・ベル | 2007年2月20日  | 101                  |                                                   |                                                                     |
| 3    | 招かれざる客                     | "Guess Hoe's Coming to Dinner"     | アーロン・マッグルーダー&ロドニー・バーンズ | アンソニー・ベル |                | 102                  |                                                   |                                                                     |
| 4    | ニガーモーメント                 | "Granddad's Fight"                 | アーロン・マッグルーダー&ロドニー・バーンズ |                  | ジョー・ホーン | 104                  |                                                   |                                                                     |
| 5    | トム・デュボアの悪夢             | "A Date With The Health Inspector" | アーロン・マッグルーダー&ロドニー・バーンズ |                  | ジョー・ホーン | 106                  |                                                   | チャーリー・マーフィー、サミュエル・L・ジャクソン、テリー・クルーズ |
| 6    | ギャングスタリシャス             | "The Story of Gangstalicious"      | アーロン・マッグルーダー&ロドニー・バーンズ | キム・スンウン   |                | 107                  |                                                   |                                                                     |
| 7    | ヒューイのクリスマス             | "A Huey Freeman Christmas"         | アーロン・マッグルーダー                    | キム・スンウン   | 109            | クリスマスエピソード | クインシー・ジョーンズ、ジャッジ・ラインホルド    |                                                                     |
| 8    | アイ・ラブ・ドロシー             | "The Real"                         | アーロン・マッグルーダー                    | アンソニー・ベル | 105            |                      | イグジビット、ジョン・C・マッギンリー             |                                                                     |
| 9    | 夢の続き                         | "Return of the King"               | アーロン・マッグルーダー                    | カルビン・リー   | 110            |                      | ケビン・マイケル・リチャードソン                  |                                                                     |
| 10   | サバイバル・テクニック           | "The Itis"                         | アーロン・マッグルーダー&ロドニー・バーンズ | ジョー・ホーン   | 108            |                      | キャンディ・ミロとエドワード・アズナー            |                                                                     |
| 11   | 晴れ、ときどきバトル             | "Let's Nab Oprah"                  | アーロン・マッグルーダー&ヤマラ・テイラー   | キム・スンウン   | 112            |                      | チャーリー・マーフィー、サミュエル・L・ジャクソン |                                                                     |
| 12   | ライリーの主張                   | "Riley Wuz Here"                   | アーロン・マッグルーダー&ヤマラ・テイラー   | カルビン・リー   | 113            |                      | ロブ・ポールセン                                  |                                                                     |
| 13   | 遥かなるシカゴ                   | "Wingmen"                          | アーロン・マッグルーダー                    | キム・スンウン   | 111            |                      | マイク・エップス                                  |                                                                     |
| 14   | ジャズミンのレモネード           | "The Block Is Hot"                 | アーロン・マッグルーダー&ヤマラ・テイラー   | カルビン・リー   | 114            |                      | エドワード・アズナー                              |                                                                     |
| 15   | ホワイトヘブン                   | "The Passion of Reverend Ruckus"   | アーロン・マッグルーダー&ロドニー・バーン   | ショーン・ソング | 115            |                      |                                                   |                                                                     |

### 第2シーズン
| 話数(通算) | サブタイトル               | 原題                                      | 脚本                                                                            | 演出               | 制作コード | 備考                                              | ゲスト |
| ---------- | -------------------------- | ----------------------------------------- | ------------------------------------------------------------------------------- | ------------------ | ---------- | ------------------------------------------------- | ------ |
| 1(16)      | 人生最悪の日               | "...Or Die Trying"                        | アーロン・マッグルーダー&ヤマラ・テイラー                                       | キム・スンウン     | 205        |                                                   |        |
| 2(17)      | デュボア家の危機           | "Tom, Sarah and Usher"                    | アーロン・マッグルーダー&ロドニー・バーンズ                                     | キム・スンウン     | 202        |                                                   |        |
| 3(18)      | ライリーの仁義             | "Thank You for Not Snitching"             | アーロン・マッグルーダー                                                        | キム・スンウン     | 102        |                                                   |        |
| 4(19)      | 地獄からの使者             | "Stinkmeaner Strikes Back"                | アーロン・マッグルーダー&ロドニー・バーンズ                                     | キム・スンウン     | 201        |                                                   |        |
| 5(20)      | ラップで対決!              | "The Story of Thugnificent"               | アーロン・マッグルーダー                                                        | キム・スンウン     | 204        |                                                   |        |
| 6（21）    | じいちゃんの危険な恋人     | "Attack of the Killer Kung-Fu Wolf Bitch" | アーロン・マッグルーダー&ロドニー・バーンズ                                     | キム・スンウン     | 207        |                                                   |        |
| 7（22）    | メンバーの証               | "Shinin'"                                 | アーロン・マッグルーダー                                                        | ダン・フォーセット | 208        |                                                   |        |
| 8(23)      | 最強の助っ人               | "Ballin'"                                 | アーロン・マッグルーダー、アンドリュー・ブルックス&ジェイソン・ヴァン・ヴィーン | ダン・フォーセット | 209        |                                                   |        |
| 9(24)      | ハリケーン一家来襲!        | "Invasion of the Katrinians"              | アーロン・マッグルーダー&ロドニー・バーンズ                                     | ダン・フォーセット | 206        |                                                   |        |
| 10(25)     | じいちゃんの家出           | "Home Alone"                              | アーロン・マッグルーダー&ロドニー・バーンズ                                     | ダン・フォーセット | 212        |                                                   |        |
| 11(26)     | ニガーの生きる道           | "The S-Word"                              |                                                                                 | キム・スンウン     | 213        |                                                   |        |
| 12(27)     | 伝説の男                   | "The Story of Catcher Freeman"            | アーロン・マッグルーダー                                                        | ダン・フォーセット | 214        |                                                   |        |
| 13(28)     | 訴えてやる!                | "The Story of Gangstalicious 2"           | アーロン・マッグルーダー&ロドニー・バーンズ                                     | ダン・フォーセット | 215        |                                                   |        |
| 14(29)     | 黒人は大嫌い               | "The Hunger Strike" (Part 1)              | アーロン・マッグルーダー&ロドニー・バーンズ                                     | ダン・フォーセット | 210        | アメリカ合衆国では放送されず、DVDでのみ視聴可能。 |        |
| 15(30)     | ギャングスタリシャスの秘密 | "The Uncle Ruckus Reality Show" (Part 2)  | アーロン・マッグルーダー&ロドニー・バーンズ                                     | キム・スンウン     | 211        | アメリカ合衆国では放送されず、DVDでのみ視聴可能。 |        |

## スタッフ
- 監督：キム・スンウン、ブライアン・アッシュ
- 日本語版主題歌：SOUL'd OUT 「MEGALOPOLIS PATROL」